# Camillo Melzi

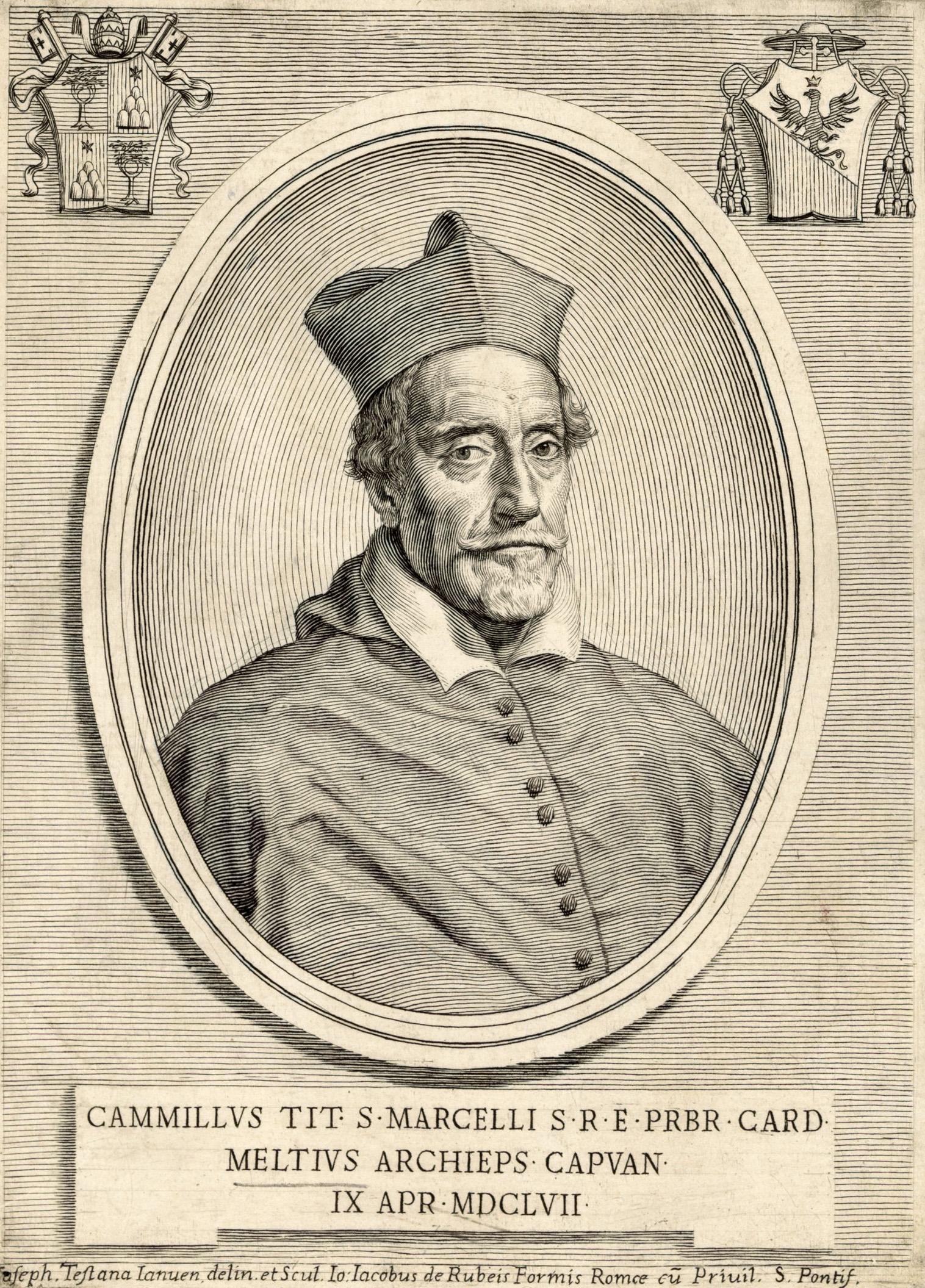
Kardinal Melzi

Camillo Melzi (* 12. Dezember 1590 in Mailand; † 21. Januar 1659 in Rom) war ein Kardinal und italienischer römisch-katholischer Erzbischof.

## Biografie

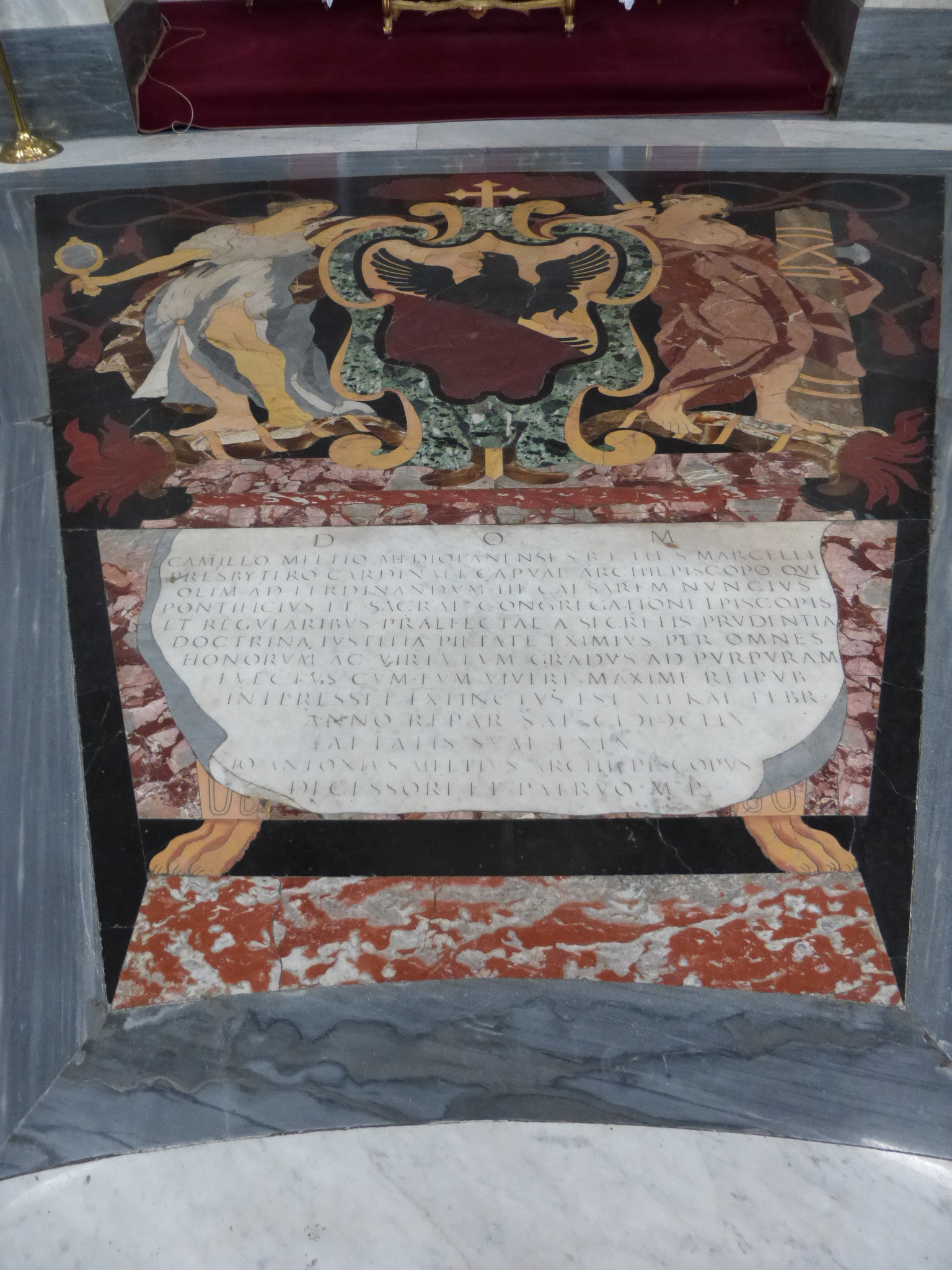
Grab von Kardinal Melzi in Sant’Andrea al Quirinale

Er wurde am 12. Dezember 1590 in Mailand als Mitglied der Mailänder Adelsfamilie Melzi Malingegni geboren.
Als Sohn von Gian Antonio, Bruder der Kaufmannsgilde und Mitglied der Mailänder Stadtregierung, und Livia Litta durfte er bereits im Juli 1604 die erste Tonsur erhalten. Er studierte bis 1614 in Bologna, Pavia und Parma mit einem Abschluss in utroque iure (Doktor beider Rechte).
Am 9. April 1657 wurde er von Alexander VII. zum Kardinal mit der Titelkirche San Marcello erhoben. Von 1636 bis 1659 war er Erzbischof von Capua und von 1644 bis 1652 Apostolischer Nuntius in Wien.
Er starb im Jahr 1659 im Alter von 72 Jahren und wurde in Sant’Andrea al Quirinale in Rom begraben. Zwei Jahre nach seinem Tod folgte ihm sein Neffe Giovanni Antonio auf dem erzbischöflichen Stuhl von Capua nach.